# فلورنسا برودهيرست
فلورنسا برودهيرست (بالإنجليزية: Florence Broadhurst)‏ هي رسامة أسترالية، ولدت في 28 يوليو 1899 في Mount Perry, Queensland ‏ في أستراليا، وتوفيت في 15 أكتوبر 1977 في سيدني في أستراليا.